# 1 Decembrie (Vaslui)
1 Decembrie es una aldea de la comuna de Banca, condado de Vaslui, Rumania. Se ubica al sur del condado, a 78 metros sobre el nivel del mar. En 2021, tenía una población de 375 habitantes.